# Гоце Вангелов
Гоце Вангелов е български учител и революционер от Македония.

## Биография
Роден е около 1861 година в българския южномакедонски град Кукуш, тогава в пределите на Османската империя, днес Килкис в Гърция. Съученик е на Иван Хаджиниколов и когато избухва въстанието в Босна и Херцеговина (1875) Хаджиниколов го привлича към идеята си да основат революционна организация, която да подготви населението за въстание. Двамата включват и други юноши, свои бивши съученици (Ицо Вълчов, Вано Дупков, Кольо Тодоров и други), но младежкият опит е неуспешен.
Гоце Вангелов става известен кукушки учител, преподавал в продължение на много години. За революционната си дейност през учебната 1902/1903 година е репресиран заедно с учителите Димитър Гълъбов и Иван Икономов.
За него Туше Влахов пише, че е оставил трайни спомени и следи, „скромен труженик, който от юношеските си години до последния си час учеше децата на четмо и писмо“.